# Виноградов, Пётр Алексеевич (учёный)
Пётр Алексе́евич Виногра́дов (10 июля 1941, Ногинск, Московская область — 7 июня 2017, Москва) — российский учёный в области социологии спорта, спортивный аналитик и организатор, писатель. Заслуженный деятель науки Российской Федерации. Доктор педагогических наук (1991), профессор (1992). Кавалер Ордена «За заслуги перед Отечеством» 4 степени, других государственных наград. Кавалер всех высших ведомственных наград Министерства спорта РФ.

## Биография
Жил в Москве. Окончил Московский областной государственный институт физической культуры (1969).
Увлекался баскетболом. Умер 7 июня 2017 года в Москве, возвращаясь домой после тренировки с ветеранской командой по баскетболу. Похоронен на Троекуровском кладбище в Москве.

## Организационная и аналитическая деятельность в области физкультуры и спорта
Работал на многих руководящих должностях различных органов управления физической культуры и спорта:
- Заместитель председателя Государственного Комитета РФ по физической культуре и спорту (Госкомспорта) (11 января 1993[5] — апрель 1999[6])
- Начальник Управления развития физической культуры Госкомспорта[7]
- Член и секретарь президиума коллегии Минспорттуризма России
- Член коллегии Минспорта России (до момента кончины)[8]
- Аналитик[9], Советник директора ФГУ «Центр спортивной подготовки сборных команд России»

На протяжении шести лет (1989—1995) являлся директором Всероссийского научно-исследовательского института физической культуры (ВНИИФК).
Внес большой личный вклад в создание Паралимпийского комитета России, становление и развитие паралимпийского движения в России. До 2010 года был членом Исполкома Паралимпийского комитета России.
Был активным сторонником и пропагандистом развития ветеранского движения в спорте, в частности, в баскетболе. Соорганизатор создания «Общества тренеров и ветеранов отечественного баскетбола» (ОТВОБ).
Входил во многие высшие экспертные, общественные и консультационные структуры в области физической культуры и спорта:
- Заместитель председателя Общественного совета при Министерстве спорта Российской Федерации (с 12 марта 2016 года до момента кончины)[12]
- Член консультативно-аналитической рабочей группы Совета при Президенте Российской Федерации по развитию физической культуры и спорта
- Член Экспертного совета при Комитете Государственной Думы Федерального Собрания Российской Федерации по физической культуре, спорту и делам молодежи
- Членом Экспертного совета Комиссии Совета Федерации Федерального Собрания Российской Федерации по физической культуре, спорту и развитию олимпийского движения
- Заместитель руководителя Координационной комиссии Министерства спорта Российской Федерации по внедрению и реализации Всероссийского физкультурно-спортивного комплекса «Готов к труду и обороне» (ГТО)[13]
- Член Межведомственной комиссии Совета безопасности Российской Федерации по охране здоровья населения (1993)[5]

Один из основных разработчиков ключевых программных документов, определяющих развитие физической культуры и спорта в России на период до 2020 года, в частности:
- Материалов по разделу «Физическая культура и спорт» в Концепцию долгосрочного социально-экономического развития Российской Федерации на период до 2020 года (2009 г.)
- Стратегии развития физической культуры и спорта в Российской Федерации на период до 2020 года, а также Плана мероприятий по ее реализации на 2009—2015 гг.
- Материалов по внесению поправок в текст Стратегии развития физической культуры и спорта в Российской Федерации на период до 2020 года (2015 г.), а также Плана мероприятий по ее реализации в 2016—2020 гг.
- Концепций проведения Первого Всероссийского спортивного форума «Россия — спортивная держава» (21-22 октября 2009 г., г. Казань) и Первого международного спортивного форума «Россия — спортивная держава» (31.07.-1.08. 2010 г., г. Москва)
- Федеральной целевой программы (ФЦП) «Развитие физической культуры и спорта в Российской Федерации на 2006—2015 годы» и ФЦП «Развитие физической культуры и спорта в Российской Федерации на 2016—2020 годы»
- Всероссийского физкультурно-спортивного комплекса «Готов к труду и обороне» (ГТО).

Заслуженный деятель науки Российской Федерации, профессор, обладатель многих ведомственных и государственных наград, наставник для многих руководителей отечественного спорта, Пётр Алексеевич прошёл все ступени спортивной иерархии от спортсмена до заместителя председателя Государственного комитета Российской Федерации по физической культуре и спорту.

Не понаслышке зная все проблемы, с которыми столкнулась спортивная отрасль в постсоветское время, Пётр Алексеевич посвятил жизнь сохранению славных традиций отечественного спорта. Во многом благодаря его обширной научной и практической деятельности, усилиям на посту директора Всероссийского научно-исследовательского института физической культуры и спорта, а затем на государственной службе и в составе Общественного совета при Минспорте России надежды на восстановление славы российского спорта стали претворяться в жизнь.
— Телеграмма Министра спорта РФ П.А.Колобкова 

## Научная деятельность
Выдающийся специалист в области социологии физической культуры и спорта. Разработал научно-педагогические основы нравственного воспитания в спорте, за что был награжден Почетным дипломом «Фэйр-плэй» Олимпийского комитета России.
Заслуженный деятель науки Российской Федерации (1994). Доктор педагогических наук (1991). Профессор (1992).
На протяжении восьми лет являлся директором Всероссийского научно-исследовательского института физической культуры (ВНИИФК).
Входил в редакционные советы многих научных журналов, в частности «Вестник спортивной науки», «Теория и практика физической культуры» .
Опубликовал более 420 научных и научно-методических работ, в том числе 35 монографий, некоторые из которых изданы в США, Канаде, Китае, Франция, Японии, Германия и др., в том числе монографии:
- «Москва — столица Олимпиады-80» (1980, соавтор),
- «Физическая культура и здоровый образ жизни (проблемы и перспективы использования средств массовой информации в их пропаганде)» (1990)
- «Здоровье — это прибыль» (1991, соавтор)
- «Какими будут наши внуки» (1994, соавтор)
- «Основы физической культуры и здорового образа жизни» (1996, соавтор)[17]
- Учебные пособия «Социология физической культуры» (1995, соавтор)
- «Основы физической культуры» (1996, соавтор)
- «Физическая культура и спорт в сельской местности Российской Федерации (состояние, проблемы, пути решения)» (2015, соавтор)
- «Физическая культура и спорт трудящихся (научно-методические, социологические и организационные аспекты)» (2015, соавтор)
- «Об отношении различных групп населения Российской Федерации к Всероссийскому физкультурно-спортивному комплексу „Готов к труду и обороне“ (ГТО)» (2015, соавтор)
- «Нормативное правовое обеспечение физической культуры и спорта в Российской Федерации: реализация Стратегии развития отрасли: Документы и материалы (2011—2014 годы)» (2014, соавтор)
- «О ходе реализации Стратегии развития физической культуры и спорта на период до 2020 года» (2014, соавтор)
- «Мониторинг пропаганды физической культуры и спорта и здорового образа жизни средствами массовой пропаганды» (2012, соавтор)
- «О состоянии и тенденциях развития физической культуры и спорта в Российской Федерации» (2013, соавтор)
- «Физическая культура и спорт в Российской Федерации в цифрах (200—2012 годы)» (2013, соавтор)
- «История становления органов исполнительной власти в области физической культуры и спорта в России» (2013, соавтор).

В связи с допинговым скандалом 2016—2017 года выступал за разработку принципиально новой концепции антидопинговой политики в спорте.

## Литературная деятельность
Увлекался поэтическим творчеством. Выпустил ряд поэтических сборников, в частности:
- «Мысли вслух», 1999[18]
- «Давайте делать добро», 2011[19]

## Звания и награды
Государственные награды
- Заслуженный деятель науки Российской Федерации (15 июня 1994) — за заслуги в научной деятельности[1]
- Почётная грамота Правительства Российской Федерации (7 августа 1997) — за большой личный вклад в подготовку и проведение Спартакиады трудящихся Российской Федерации 1996-1997 годов "За физическое и нравственное здоровье нации"[20]
- Орден Дружбы (25 января 2002)[21]
- Орден «За заслуги перед Отечеством» IV степени (21 мая 2007)[22]
- Медаль «В память 850-летия Москвы»
- Медаль «В память 30-летия Игр XXII Олимпиады 1980 г. в г. Москве» (2010)
- Орден Почета (17 ноября 2016)[9]

Ведомственные награды
Являлся обладателем трех высших ведомственных наград Минспорта, причем получал их в обратном порядке: 1999 — Почётный знак, 2005 — Медаль П.Лесгафта, 2008 — Медаль Н.Озерова. Также дважды награждался Почётным знаком — от лица Госкомспорта (1999), и от лица Федерального агентства по физической культуре и спорту (2006), хотя действующая редакция Положения о Почётном знаке этого не допускает.
- Лауреат премии Госкомспорта за лучшую научно-исследовательскую работу в области физической культуры и спорта (1992).
- Почётный знак Госкомспорта «За заслуги в развитии физической культуры и спорта» (1999)
- Медаль «80 лет Госкомспорту» (2003)
- Медаль Петра Лесгафта «За заслуги в спортивной науке и образовании» (2005)
- Медаль Н. Н. Озерова «За пропаганду физической культуры и спорта» (2008)
- Почётный знак Федерального агентства по физической культуре и спорту «За заслуги в развитии физической культуры и спорта» (2006)

Другие
- Почетный знак Олимпийского комитета России (ОКР) «За заслуги в развитии олимпийского движения в России» (2001)
- Почётный диплом «ФЭЙР-ПЛЭЙ» ОКР «За разработку научно-педагогических основ нравственного воспитания в спорте»[14]
- Медаль Русской православной церкви Святого благоверного князя Даниила Московского Патриарха Москвы и Всея Руси (2002)
- Юбилейная медаль «75 лет ОСОАВИАХИМ-ДОСААФ-РОСТО» (2002)
- Юбилейная медаль РОСТО (ДОСААФ) «60 лет победы в Великой Отечественной войне 1941—1945» (2005)